# Hypanus
A Hypanus a porcos halak (Chondrichthyes) osztályának sasrájaalakúak (Myliobatiformes) rendjébe, ezen belül a tüskésrájafélék (Dasyatidae) családjába tartozó nem.

## Tudnivalók
A Hypanus dipterurus és a Hypanus longus fajokon kívül, melyek csendes-óceáni előfordulásúak, az összes többi az Atlanti-óceánban, főleg ennek nyugati felén találhatók meg. Az úszófesztávolságuk fajtól függően 40-320 centiméter között van.

## Rendszerezés
A nembe az alábbi 8 élő faj tartozik:
- Hypanus americanus (Hildebrand & Schroeder, 1928)
- Hypanus dipterurus (Jordan & Gilbert, 1880)
- Hypanus guttatus (Bloch & Schneider, 1801)
- Hypanus longus (Garman, 1880)
- Hypanus marianae (Gomes, Rosa & Gadig, 2000)
- Hypanus rudis (Günther, 1870)
- Hypanus sabinus (Lesueur, 1824)
- Hypanus say (Lesueur, 1817) - típusfaj